# Ле-Саблон (станция метро)
Ле-Саблон (фр. Les Sablons) — станция линии 1 Парижского метрополитена, расположенная в коммуне Нёйи-сюр-Сен. Названа по одноимённым равнине и бульвару де Саблон, отходящему на юг от станции. Рядом со станцией располагаются сад Ассимилясьон, церковь Сен-Пьер и редакция французского телеканала M6. На станции установлены автоматические платформенные ворота.

## История
- Станция открылась 29 апреля 1937 года в составе пускового участка Порт-Майо — Пон-де-Нёйи. В 2008—2009 годах при проведении подготовительных работ по автоматизации линии 1 станция прошла реновацию. 3 декабря 2014 года станция получила трагическую известность в связи с тем, что на ней скончался бывший французский еврокомиссар Жак Барро.[2].
- Пассажиропоток по станции по входу в 2012 году, по данным RATP, составил 5 414 666 человек[3]. В 2013 году этот показатель незначительно вырос и составил 5 439 982 пассажиров (70 место по уровню входного пассажиропотока в Парижском метро)[4].

## Путевое развитие
К востоку от станции заканчивается путевое развитие пункта отстоя и технического обслуживания, построенного в 1936 году при реконструкции бывшей конечной станции "Порт-Майо" перед продлением линии 1. Этот пункт занимает средние пути между главными путями большей части перегона Ле-Саблон — Порт-Майо.

## Галерея
- Фрагмент путевой стены с названием станции в процессе реновации
- Состав модели MP 89CC на станции